# 티밧 공항

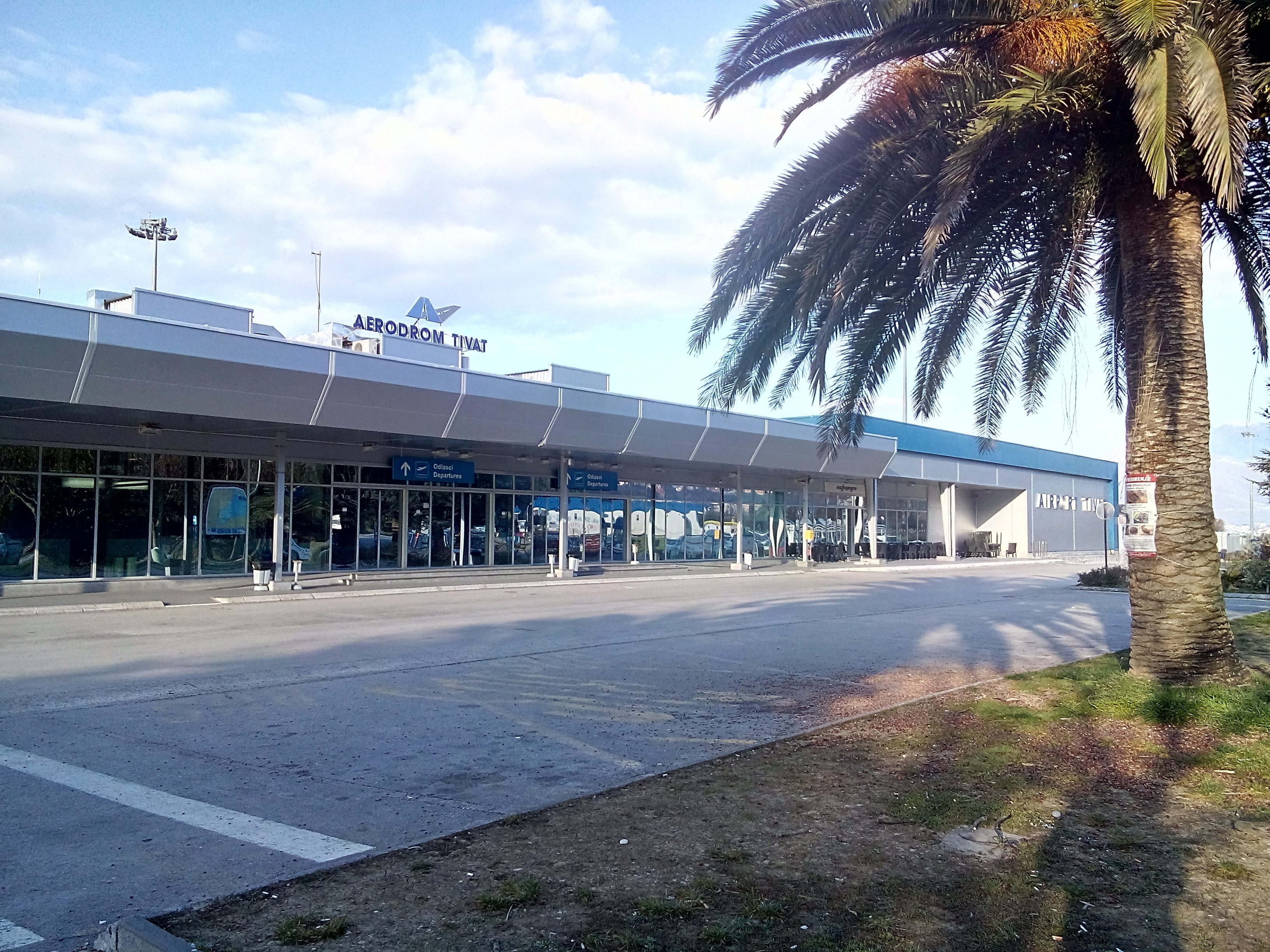

티밧 공항(Tivat Airport, IATA: TIV, ICAO: LYTV)은 티바트의 해안마을 몬테네그로와 그 주변 지역을 관할하는 국제공항이다.
이 공항은 티밧 중심부에서 남쪽으로 3킬로미터 지점에 위치해 있다. 몬테네그로의 두 국제 공항 중 더 분주한 공항으로, 다른 하나는 포드고리차 공항이다.